# یواس‌اس ساوج (دی‌ئی-۳۸۶)
یواس‌اس ساوج (دی‌ئی-۳۸۶) (به انگلیسی: USS Savage (DE-386)) یک کشتی بود که طول آن ۳۰۶ فوت (۹۳ متر) بود. این کشتی در سال ۱۹۴۳ ساخته شد.